# 1996년 10월
| 1996년: 1월 · 2월 · 3월 · 4월 · 5월 · 6월 · 7월 · 8월 · 9월 · 10월 · 11월 · 12월 |

| <          | 1996년 10월 | 1996년 10월 | 1996년 10월 | 1996년 10월 | 1996년 10월 | >           |
| 일         | 월          | 화          | 수          | 목          | 금          | 토          |
|            |             | 1 8.19 신미 | 2 20 임신   | 3 21 계유   | 4 22 갑술   | 5 23 을해   |
| 6 24 병자  | 7 25 정축   | 8 26 무인   | 9 27 기묘   | 10 28 경진  | 11 29 신사  | 12 9.1 임오 |
| 13 2 계미  | 14 3 갑신   | 15 4 을유   | 16 5 병술   | 17 6 정해   | 18 7 무자   | 19 8 기축   |
| 20 9 경인  | 21 10 신묘  | 22 11 임진  | 23 12 계사  | 24 13 갑오  | 25 14 을미  | 26 15 병신  |
| 27 16 정유 | 28 17 무술  | 29 18 기해  | 30 19 경자  | 31 20 신축  |             |             |

| - 10월 23일 - 안두희 편집하기 |

## 1996년10월 11일
- 대한민국이 경제협력개발기구 29번째 회원국으로 가입하다.